# پیانیکو
پیانیکو (به ایتالیایی: Pianico) یک کومونه در ایتالیا است که در استان برگامو واقع شده‌است.

## خصوصیات
پیانیکو ۲٫۶ کیلومترمربع مساحت و ۱٬۴۰۳ نفر جمعیت دارد و ۳۲۸ متر بالاتر از سطح دریا واقع شده‌است.